# Сулейман (султан Брунею)
Сулейман — п'ятий султан Брунею, правив з 1432 (за іншими даними, з 1433) до свого зречення 1485 року (за іншими даними, 1473). Йому спадкував його син Болкіах. Помер султан Сулейман помер 1511 року.